# Estação Regina
A Estação Regina é uma das estações do Metrorrey, situada em Monterrei, entre a Estação Niños Héroes e a Estação General Anaya. Administrada pela STC Metrorrey, faz parte da Linha 2.
Foi inaugurada em 31 de outubro de 2007. Localiza-se no cruzamento da Avenida Alfonso Reyes com a Rua Calle Juan Sánchez. Atende o bairro Regina.